# Gautier de Saint-Victor
Gautier de Saint-Victor ou Gauthier ou Gualterus, est un chanoine régulier et prieur de l'Abbaye Saint-Victor de Paris basée sur la Règle de saint Augustin et un théologien. Il a vécu au XIIe siècle (✝ vers 1179-1190).

## Vie
Gautier est vraisemblablement de provenance anglaise. En 1173, il devient prieur de l'abbaye de Saint-Victor, succédant à Richard.
C'est un virulent théologien, adversaire de la philosophie. Dans Contre les quatre labyrinthes de France, pamphlet écrit peu avant 1180, il s'en prend aux premiers scolastiques Abélard, Pierre Lombard, Pierre de Poitiers, Gilbert de la Porrée et, sans le nommer, à Godefroy : il est hostile à asseoir la théologie sur la philosophie ou la métaphysique, notamment teinté d'aristotélisme : « au souffle du seul Aristote, ils ont osé, avec une légèreté d'écolier (scholastica levitate), aborder les ineffables mystères de la trinité et de l'incarnation ». Il les accuse d'hérésie et les accables d'injures. Même si l'ouvrage l'a rendu célèbre et a quelque intérêt pour l'histoire des controverses de l'époque, il est sans profondeur, « mal construit et mal écrit » (P. Glorieux).
Lombard qui a séjourné longtemps à Saint-Victor est épinglé pour avoir inspiré Abélard par ses sentences. Pierre de Poitiers pour avoir diffusé l'œuvre. Enfin Gilbert de la Porée pour son usage de la métaphysique en théologie... Les attaques de Gautier n'empêcherons pas ceux-ci d'être considérés comme des autorités.
Néanmoins ses vingt-et-un sermons permettent de relativiser l'imperméabilité du théologien aux courants de son temps.

## Œuvres
- Contra quatuor labyrinthos Franciæ (1180)
- 21 Sermons
  - Sermo II, in sollempnitate paschali
  - De superexcellenti baptismo Christi (PL 196, col. 1013-1018). Bref opuscule contenant des réflexions pieuses sur le baptême du Christ. Le prologue est de Richard de Saint-Victor (coll. 1011-1013)[2].
- Quæstiones et desisiones in epistolas S. Pauli publiés sous le nom de Hugues

## Éditions
- Contra quatuor labyrinthos Franciæ, par P. Glorieux, in AHDL, XIX, 1952 p. 187-335.
- Galteri a S. Victore et quorumdam aliorum sermones inediti triginta sex, par Jean Châtillon, Corpus  chritianorum. Continuato mediaevalis, XXX, Turnhout, 1975.

### Liens
- Ressource relative à la recherche :   - ALCUIN
- Notices dans des dictionnaires ou encyclopédies généralistes :   - Deutsche Biographie
  - Enciclopedia italiana
  - Enciclopedia De Agostini
  - Treccani
- Notices d'autorité :   - VIAF
  - ISNI
  - IdRef
  - LCCN
  - GND
  - Belgique
  - Pays-Bas
  - Pologne
  - Israël
  - Catalogne
  - Vatican
  - WorldCat